# Mitterndorf an der Fischa
Mitterndorf an der Fischa (fino al 1917 Mitterndorf) è un comune austriaco di 2 471 abitanti nel distretto di Baden, in Bassa Austria.

## Amministrazione

### Gemellaggi
- Vallarsa